# レリーン・ボイル
レリーン・ボイル (Raelene Ann Boyle、1951年6月24日 - )は、オーストラリアの女子陸上競技選手。短距離競技を専門として、3度のオリンピックに出場。3つの銀メダルを獲得した選手である。

## 経歴
ボイルは、1968年に出場したオーストラリア選手権で活躍した後、メキシコシティーオリンピックに出場し、200mで銀メダルを獲得した。このときまだ17歳であった。2年後の1970年のコモンウェルスゲームズでは、100m、200m及び4×100mリレーの3種目で金メダルを獲得。オーストラリア選手の中でトップの成績を残す。
1972年ミュンヘンオリンピックでは、100m、200mに出場。両種目とも東ドイツのレナーテ・シュテヒャーに敗れたが2つの銀メダルを獲得。前大会の銀メダルとあわせオリンピックで獲得した銀メダルは3つとなる。さらに、2年後のコモンウェルスゲームでは、4年前の再生をするかのように100m、200m、4×100mリレーで金メダルを獲得。
彼女は1976年モントリオールオリンピックに3大会連続出場を果たす。開会式ではオーストラリアの旗手を務めた。ところが競技の結果は、100mでは惜しくもメダルに届かず4位。さらに200mでは2度のフライングにより失格し、3大会連続のメダル獲得はならなかった。スタートシーンをビデオで確認すると、彼女の最初のスタートはフライングではなかったことが明らかであり大変不運であった。1978年のコモンウェルスゲームズでは、4年前のような活躍をすることができず、100mで銀メダルを獲得するにとどまった。
1980年モスクワオリンピックは、オーストラリアはアメリカとともにオリンピックをボイコットするかどうか熟考した上参加することとしたが、ボイルがオリンピックに出場することはなかった。1982年のコモンウェルスゲームズがボイルにとって最後の大きな国際大会最後の出場となった。この大会で彼女は400mで金メダル。4×400mリレーで新メダルを獲得した。
ボイルは、通算でコモンウェルスゲームズで7個の金メダルと2個の銀メダル。オリンピックで3個の銀メダルという輝かしい成績を残した。彼女がオリンピックで敗れた選手にドーピングの疑いもあることから彼女のことをアンラッキーだという人もいる。
ボイルは、引退後の1996年には乳癌、2000年には卵巣がんを患ったが、2000年シドニーオリンピックの最終聖火ランナーの1人として、スタジアムに登場し、再び世界にその姿を現した。

## 主な実績
| 年   | 大会                   | 場所                                 | 種目 | 結果 | 記録   |
| ---- | ---------------------- | ------------------------------------ | ---- | ---- | ------ |
| 1968 | オリンピック           | メキシコシティ(メキシコ)             | 200m | 2位  | 22秒74 |
| 1970 | コモンウェルスゲームズ | エジンバラ(スコットランド)           | 100m | 1位  | 11秒26 |
| 1970 | コモンウェルスゲームズ | エジンバラ(スコットランド)           | 200m | 1位  | 22秒75 |
| 1972 | オリンピック           | ミュンヘン(西ドイツ)                 | 100m | 2位  | 11秒23 |
| 1972 | オリンピック           | ミュンヘン(西ドイツ)                 | 200m | 2位  | 22秒45 |
| 1974 | コモンウェルスゲームズ | クライストチャーチ(ニュージーランド) | 100m | 1位  | 11秒27 |
| 1974 | コモンウェルスゲームズ | クライストチャーチ(ニュージーランド) | 200m | 1位  | 22秒50 |
| 1978 | コモンウェルスゲームズ | エドモントン(カナダ)                 | 100m | 2位  | 11秒35 |
| 1982 | コモンウェルスゲームズ | ブリズベン(オーストラリア)           | 400m | 1位  | 51秒26 |